# Catacumba de Santa Inês

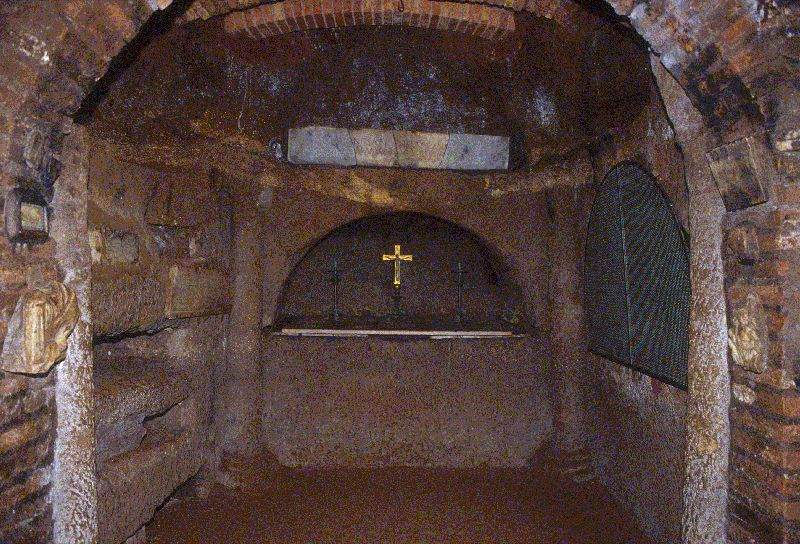
Imagem da Catacumba de Santa Inês

Catacumba de Santa Inês (em italiano:  Catacombe di Sant'Agnese) é uma das catacumbas de Roma, localizada na segunda milha da Via Nomentana, dentro do complexo monumental de Sant'Agnese fuori le mura, no quartiere Trieste de Roma.

## Topônimo
O nome da catacumba é uma referência à virgem e mártir Santa Inês, a única mártir enterrada no local cujo nome é mencionado nos antigos documentos. A data de seu martírio é incerta, mas é provável que tenha sido durante uma das perseguições aos cristãos do século III, especialmente uma das ordenadas por Décio (249–251), Valeriano (257–260) ou Diocleciano (303–305).
O mais antigo testemunho literário é a "Cronografia de 354", conhecido como "Depositio martyrum" (primeira metade do século IV), que conta que sua die natalis (a data de sua morte, referida como um "novo nascimento") seria 21 de janeiro e que ela teria sido enterrada num cemitério na Via Nomentana dedicada, segundo a obra, a ela. Estas informações são confirmadas pelo poema do papa Dâmaso I (r. 366–384) gravado numa laje de mármore por seu caligrafista Fúrio Dionísio Filocalo: esta laje, reutilizada como pavimento e descoberta por acaso está hoje no nártex da basílica. Outros importantes testemunhos sobre a vida de Santa Inês estão nas obras dos Padres da Igreja: "De virginibus" e o hino "Agnes beatae virginis" de Santo Ambrósio, e o "Liber Peristephanon" de Prudêncio. A “Passio sanctae Agnetis”, mistura testemunhos antigos com objetivos doxológicos e hagiológicos, foi escrita no século V.

## História

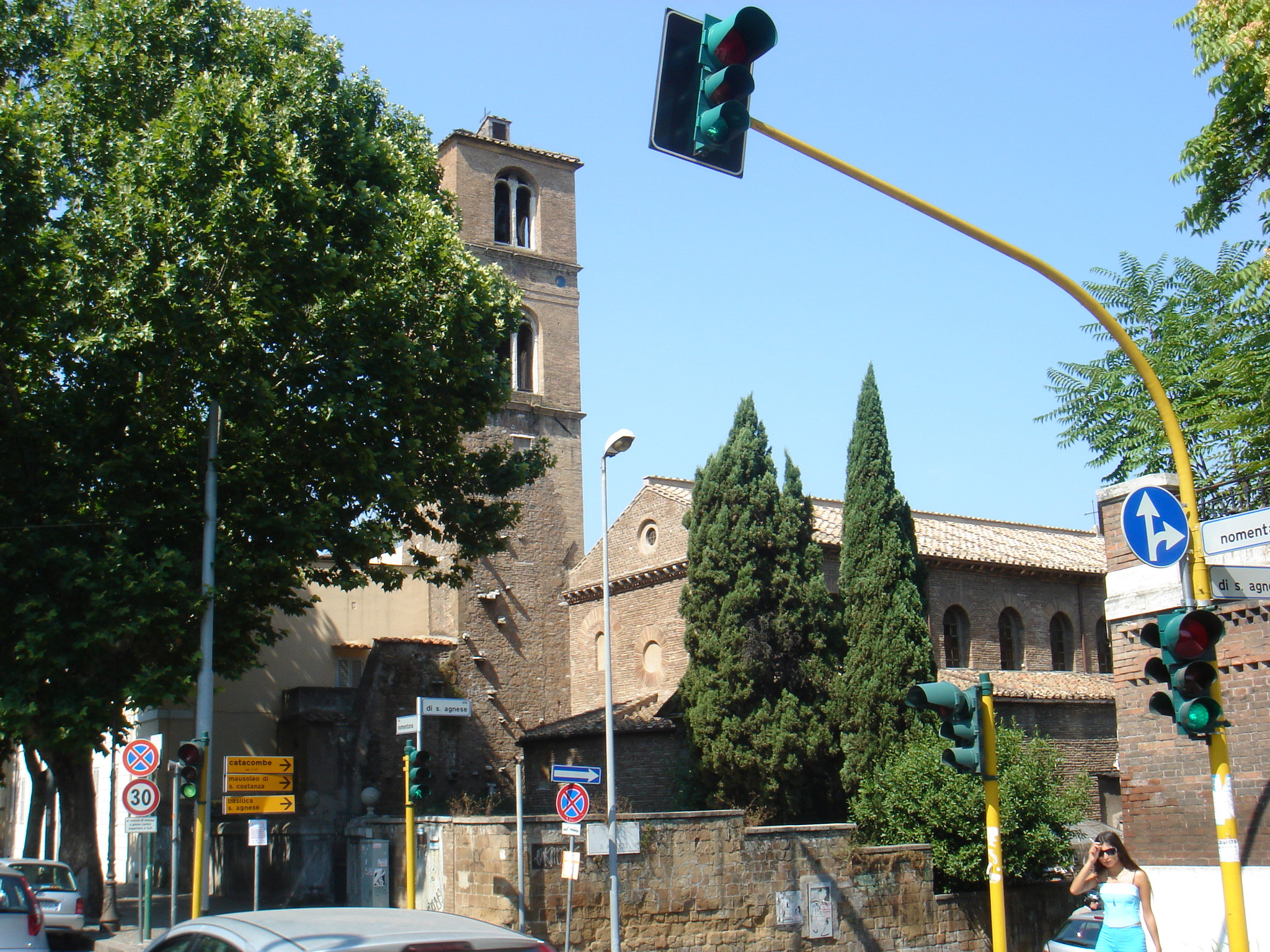
Vista do complexo de Sant'Agnese fuori le mura a partir da Via Nomentana. A rua está sobre a "região I" das catacumbas e a basílica, sobre a "região IV".

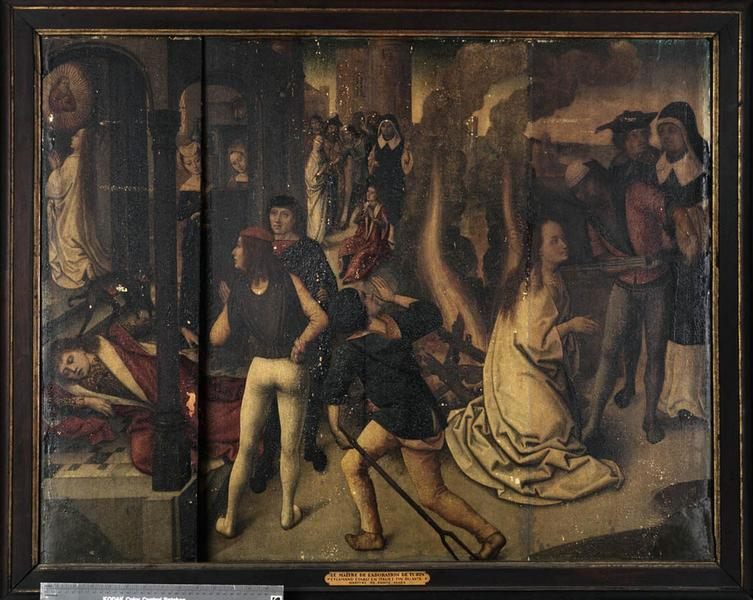
Martírio de Santa Inês.

Inês foi enterrada em um cemitério hipogeu já existente que, segundo as fontes antigas, era propriedade da família dela e ficava perto de uma propriedade imperial. as fontes epigráficas e os tipos de sepulturas encontrados permitem inferir que o cemitério data da segunda metade do século III e corresponde à "primeira região" de todo o complexo subterrâneo. Sobre esta catacumba foi construída uma edícula em memória à santa durante o pontificado de Libério (r. 352–366), que depois o papa Símaco (r. 498–514) transformou em uma pequena basílica, que finalmente foi totalmente reconstruída no formato atual pelo papa Honório I na primeira metade do século VII: esta construção, porém, provocou a destruição de parte da catacumba subterrânea.
No século IV, o núcleo funerário original foi ampliado e dele nasceram as outras três "regiões". O terreno acima da "quarta região" foi expropriado pelo imperador Constantino, que construiu a primeira basílica dedicada a Santa Inês (cujas ruínas são visíveis no local) e o Mausoléu de Santa Constância, onde as filhas do imperador — Constantina e Helena — seriam depois sepultadas. Escavações realizadas na década de 1970 revelaram que o terreno acima da "quarta região" era ocupado por uma necrópole pagã que remonta a meados do século II, destruída durante a construção da basílica de Constantino, o mesmo destino da antiga Necrópole do Vaticano, enterrada por ordem de Constantino para abrir espaço para sua Basílica de São Pedro.
O complexo das catacumbas foi abandonado e esquecido até ser redescoberto e explorado no início do século XVI por um monge dominicano, Onofrio Panvinio. Ele foi depois estudado por Antonio Bosio, cujos resultados foram publicados em sua famosa "Roma sotterranea" (1632), embora o autor a tenha confundido e misturado com a vizinha "Coemeterium maius" ("Catacumba Maior"). No século XVIII, a Catacumba de Santa Inês e, em particular, a "segunda região", foi seriamente danificada por ladrões de túmulo em busca de relíquias e tesouros. Em nome de Giovanni Battista de Rossi, na segunda metade do século XIX, Mariano Armellini realizou uma série de escavações no cemitério, recuperando algumas partes ainda bom estado de preservação. No início do século XX, o padre Augusto Bacci, em nome do cardeal titular da basílica, realizou algumas escavações, fundamentais para a restaurações histórica e topográfica do complexo e da "primeira região". Finalmente, entre 1971 e 1972, o padre Umberto Maria Fasola estudou a "quarta região".

## Topografia e descrição
A Catacumba de Santa Inês é composta de três níveis superpostos e está dividida em quatro regiões. Ela não abriga pinturas significativas, mas é rica em testemunhos epigráficos. A "Região I" (Regio I) é a mais antiga e data do século III, uma época anterior ao reinado de Constantino. Fica abaixo da moderna Via di Sant'Agnese, à esquerda da basílica. A "Região II" se desenvolveu a partir do século IV e sofreu, mais do que as demais regiões, com os ladrões de túmulos. A "Região III", da mesma época, é a mais ampla de todo o complexo e se estende principalmente por debaixo do mosteiro da basílica e da Via Nomentana; no passado, era ligada à vizinha "Coemeterium maius" ("Catacumba Maior"). Armellini, o primeiro a escavar esta região, encontrou-a praticamente intacta, enterrada sob uma camada de lodo que a salvou dos ladrões: muitos dos objetos encontrados ali estão agora abrigados nos Museus Vaticanos. Finalmente, a "Região IV" está exatamente abaixo da moderna basílica e das ruínas da basílica de Constantino; ela se desenvolveu depois que Constantino, para abrir espaço para sua basílica, destruiu a necrópole pagã que ficava acima da catacumba. Muitas lajes com inscrições do antigo cemitério pagão foram utilizadas como degraus para o acesso à quarta região e, por isso, acabaram sendo preservadas. Foi nesta região que se descobriu a mais antiga inscrição datada de todo o complexo: o epitáfio de um tal "Sisínio", morto em 314.